# Ван Аксел Донген, Амауррихо
Амауррихо Яхваиро Десхаунтино ван Аксел Донген (нидерл. Amourricho Jahvairo Déshauntino van Axel Dongen; родился 29 сентября 2004) — нидерландский футболист, нападающий амстердамского «Аякса», выступающий на правах аренды за «Херенвен».

## Клубная карьера
Родился в Алмере, играл за молодёжные команды «Зебюргия» и ОСВ. В 2013 году присоединился к футбольной академии амстердамского «Аякса». В сентября 2020 года подписал свой первый профессиональный контракт. 7 мая 2021 года дебютировал за «Йонг Аякс» в матче Эрстедивизи против «Де Графсхап». 16 января 2022 года дебютировал в основном состава «Аякса» в матче Эредивизи против «Утрехта», выйдя на замену Антони.
15 июля 2025 года перешёл на правах аренды в «Херенвен».

## Карьера в сборной
Выступал за сборные Нидерландов до 16 и до 18 лет.

## Статистика выступлений
| Клуб             | Сезон            | Лига | Лига | Кубок | Кубок | Европейские кубки | Европейские кубки | Итого | Итого |
| Клуб             | Сезон            | Игры | Голы | Игры  | Голы  | Игры              | Голы              | Игры  | Голы  |
| ---------------- | ---------------- | ---- | ---- | ----- | ----- | ----------------- | ----------------- | ----- | ----- |
| Йонг Аякс        | 2020/21          | 2    | 1    | —     | —     | —                 | —                 | 2     | 1     |
| Йонг Аякс        | 2021/22          | 7    | 1    | —     | —     | —                 | —                 | 7     | 1     |
| Йонг Аякс        | 2022/23          | 14   | 2    | —     | —     | —                 | —                 | 14    | 2     |
| Йонг Аякс        | 2023/24          | 5    | 0    | —     | —     | —                 | —                 | 5     | 0     |
| Йонг Аякс        | 2024/25          | 3    | 0    | —     | —     | —                 | —                 | 3     | 0     |
| Йонг Аякс        | Итого            | 31   | 4    | —     | —     | —                 | —                 | 31    | 4     |
| Аякс             | 2021/22          | 1    | 0    | 2     | 0     | 0                 | 0                 | 3     | 0     |
| Аякс             | 2023/24          | 3    | 0    | 1     | 0     | 1                 | 0                 | 5     | 0     |
| Аякс             | Итого            | 4    | 0    | 3     | 0     | 1                 | 0                 | 8     | 0     |
| Всего за карьеру | Всего за карьеру | 35   | 0    | 3     | 0     | 1                 | 0                 | 39    | 4     |